# São Bernardo (Aveiro)
São Bernardo es una freguesia portuguesa del concelho de Aveiro, con 3,98 km² de superficie y 4.079 habitantes (2001). Su densidad de población es de 1 024,9 hab/km².